# Moon Music
Moon Music (título completo: Music of the Spheres Vol. II Moon Music; en españolː Música de las Esferas Vol. II Música Lunar) es el décimo álbum de estudio de la banda británica de pop y rock alternativo Coldplay, se lanzó el 4 de octubre de 2024 por Parlophone en el Reino Unido y por Atlantic Records en los Estados Unidos, siendo la segunda parte de su proyecto Music of the Spheres, después de From Earth with Love (2021). Ambos álbumes están siendo apoyados simultáneamente a través de la gira mundial de Music of the Spheres.Se lanzaron tres ediciones del álbum: Notebook, Tour y Full Moon. Cada una tiene su propio contenido exclusivo, que incluye notas de voz, sets en vivo y pistas adicionales.
La producción estuvo a cargo principalmente de Bill Rahko, Dan Green, Michael Ilbert y Max Martin, con trabajo adicional de Jon Hopkins, Ilya Salmanzadeh, Oscar Holter y The Chainsmokers. Hopkins también aparece acreditado como colaborador destacado, junto a Burna Boy, Little Simz, Elyanna, Tini y Ayra Starr.
En anticipación al álbum, Coldplay lanzó los sencillos "Feels Like I'm Falling in Love" y " We Pray "; el tercer y último sencillo "All My Love" fue lanzado simultáneamente con el álbum.
El álbum recibió críticas mixtas de los críticos. Comercialmente, Moon Music debutó en el número uno en numerosas listas de todo el mundo, incluyendo en Bélgica, Alemania, Italia, España y Suecia. El álbum encabezó tanto la lista de álbumes del Reino Unido como la Billboard 200 de Estados Unidos, convirtiéndose en su décimo y quinto trabajo, respectivamente, en lograr la hazaña. También marcó la primera vez que un grupo británico alcanzó el número uno en los dos países simultáneamente desde 2016.

## Trasfondo
Tras el lanzamiento del noveno álbum de estudio Music of the Spheres , cuyo subtítulo Vol. I: From Earth with Love aparece a través del libreto del álbum, insinuando una continuación del álbum en los años siguientes. En enero de 2023, la banda anunció que habían completado la grabación del décimo álbum de estudio, titulado Moon Music .  A lo largo de la gira mundial Music of the Spheres, la banda interpretó algunas canciones de su décimo proyecto discográfico. 
El 17 de junio de 2024, Coldplay anunció a través de sus redes sociales que Moon Music se lanzaría el 4 de octubre. El 16 de agosto de 2024, la banda reveló su lista de canciones. El Mundo , Los Angeles Times ,  Vulture, y To Vima clasificaron al álbum entre los más esperados del año.

## Grabación y Composición
El álbum fue grabado parcialmente en el estudio Punta Paloma en Tarifa , España. Coldplay pasó dos semanas en la oficina, entre julio y agosto de 2024, y la usó como "base de operaciones" mientras tocaban sus shows en Roma , Düsseldorf y Helsinki . Cuando se le preguntó sobre el significado detrás del título, Chris Martin afirmó que "tiene que ver con aceptar todas las diferentes fases [de la vida]" y "hacer brillar tu luz sin necesidad de nada a cambio". Moon Music generalmente se describe como un álbum de pop rock con influencias musicales del funk , el afrobeat y la música electrónica. 
Moon Music es una especie de historia sobre despertarse por la mañana y sentirse terriblemente mal consigo mismo, terriblemente mal con el mundo: deprimido, aislado, separado, solo e incapaz de ser uno mismo. A través del álbum, es un viaje hacia la sensación completamente opuesta al final del día.

—  Chris Martin en Moon Music

## Portada y Embalaje
La portada del álbum presenta una fotografía de un arcoíris lunar , tomada por el fotógrafo argentino Matías Alonso Revelli en 2020.Coldplay lo contactó directamente para usar la imagen, y aunque ofreció muchas otras versiones, la banda finalmente mantuvo su elección inicial. El resto del paquete fue creado por su colaboradora de mucho tiempo, Pilar Zeta. Las ediciones en CD de Moon Music fueron las primeras en lanzarse en EcoCD, creado a partir de un 90% de policarbonato reciclado y proveniente de flujos de desechos posconsumo.

## Promoción

### Presupuesto
Según documentos judiciales publicados antes del lanzamiento de Moon Music , el ex manager Dave Holmes afirmó haber negociado un anticipo de presupuesto de £ 35 millones con Parlophone. Los gastos incluyeron la limpieza de muestras, la organización de sesiones de grabación, el reclutamiento de productores y campañas de promoción.Sin embargo, dado que Holmes fue despedido de sus funciones por Coldplay después, no está claro si se utilizó todo el presupuesto o no.

### Marketing
En anticipación del álbum, la banda lanzó numerosos eventos emergentes de escucha inmersiva en todo el mundo.  Se llevaron a cabo entre el 1 y el 7 de octubre, incluidas ciudades como Auckland , Berlín , Pekín , Londres , París y Toronto , así como el Valle de la Luna en San Juan .Coldplay también se asoció con Record Store Day para organizar fiestas de escucha en tiendas de discos independientes en los Estados Unidos el 1 de octubre,  mientras que al día siguiente se lanzó un evento teatral global. NME reveló que todas las ganancias obtenidas de "Good Feelings" fueron donadas a Choose Love. El Gobierno Metropolitano de Seúl se asoció con la banda para un espectáculo de luces con drones en Ttukseom Hangang Park para celebrar el álbum y sus próximos shows. Como parte del acuerdo de patrocinio del FC Barcelona con Spotify , Coldplay lanzó un nuevo diseño de camiseta de equipo, cuyas ganancias se destinaron al ACNUR.

### Individual
El sencillo principal " Feels Like I'm Falling in Love " fue lanzado el 21 de junio de 2024,  y su video musical se filmó en el Odeón de Herodes Ático en Atenas , Grecia.  Los medios regionales estimaron que la filmación tuvo un presupuesto de 3 millones de euros, lo que la clasificó entre las más caras de todos los tiempos .  El segundo sencillo, " We Pray ", contó con Little Simz , Burna Boy , Elyanna y Tini , y se lanzó el 23 de agosto.  Aunque oficialmente no es un sencillo, "IAAM" estuvo disponible el 27 de septiembre como parte de la banda sonora de EA Sports FC 25.  El tercer sencillo, " All My Love ", fue lanzado el 4 de octubre de 2024 como el último sencillo del álbum y de toda su carrera.

## Rendimiento Comercial
Moon Music debutó en el número uno en la lista de álbumes del Reino Unido con 236,796 unidades vendidas.Se convirtió en el décimo éxito de Coldplay en la cima de las listas,  su disco de venta más rápida desde Viva la Vida or Death and All His Friends (2008),y la semana más grande para un grupo desde Midnight Memories (2013) de One Direction , que vendió 237,338 unidades. Según la BBC , fue el debut más grande para un acto británico desde 30 (2021) de Adele, superando en ventas al resto del Top 40 combinado. Se convirtieron en la sexta banda en la historia en lograr 10 números uno, después de los Beatles, los Rolling Stones , U2 , ABBA y Queen.
En Alemania,  Italia,  Suecia,  y Estados Unidos,  Moon Music se convirtió en el primer álbum número uno de la banda desde Ghost Stories (2014). Vendió 120.000 unidades equivalentes en el Billboard 200, su mejor semana en territorio estadounidense desde A Head Full of Dreams (2015).Coldplay también encabezó el ranking Artist 100 por primera vez en la historia. Al conseguir un quinto álbum número uno, se convirtieron en el acto británico con más líderes de listas en el país en el siglo XXI.
Además, Moon Music fue la primera vez que un grupo británico encabezó las listas de álbumes del Reino Unido y los Estados Unidos simultáneamente desde The 1975 con I Like It When You Sleep, for You Are So Beautiful yet So Unaware of It (2016).A pesar de abrir en el número dos en Australia, el disco dominó la lista ARIA Top 20 Vinyl Albums ,convirtiéndose en el segundo en lograr la hazaña después de Everyday Life (2019).  En Francia, debutó en el número tres con 19,213 unidades, superando en ventas al exlíder de las listas Music of the Spheres (2021).El álbum también alcanzó el número uno en Austria, convirtiéndose en el primer éxito de ventas semanal de la banda desde Viva la Vida or Death and All His Friends (2008).

## Antecedentes
El 17 de junio de 2024, Coldplay anunció a través de sus redes sociales que Moon Music se lanzaría el 4 de octubre. El 16 de agosto de 2024, la banda reveló su lista de canciones. Vulture clasificó el álbum entre los más esperados del año. El 4 de octubre se lanzó el album.

## Sencillos
El vídeo del primer sencillo, "Feels Like I'm Falling in Love", se grabó en el Odeón de Herodes Ático en Atenas, Grecia. Los medios locales indicaron que el vídeo contó con un presupuesto de 3 millones de euros, lo que lo convirtió en uno de los vídeos musicales más caros de todos los tiempos.
El segundo sencillo, "We Pray", se anunció el 6 de agosto y cuenta con la participación de Little Simz, Burna Boy, Elyanna y Tini. Se lanzó el 23 de agosto.

## Lista de canciones
| Moon Music – Edición estandar |                                                        |                |          |  |
| N.º                           | Título                                                 | Productor (es) | Duración |  |
| 1.                            | «Moon Music»                                           |                | 4:46     |  |
| 2.                            | «Feels Like I'm Falling in Love»                       | M. Martin      | 3:58     |  |
| 3.                            | «We Pray» (con Little Simz, Burna Boy, Elyanna y Tini) | M. Martin      | 3:53     |  |
| 4.                            | «Jupiter»                                              |                | 3:55     |  |
| 5.                            | «Good Feelings» (con Ayra Starr)                       |                | 3:42     |  |
| 6.                            | «Alien Hits / Alien Radio»                             |                | 6:09     |  |
| 7.                            | «IAAM»                                                 |                | 3:03     |  |
| 8.                            | «Aeterna»                                              |                | 4:13     |  |
| 9.                            | «All My Love»                                          |                | 3:42     |  |
| 10.                           | «One World»                                            |                | 6:47     |  |